# Nina Fellbrant
Nina Fellbrant, född 19 november 1989, är en svensk före detta fotbollsspelare (målvakt) på elitnivå. Säsongen 2009 började hon spela i KIF Örebro DFF, och hon deltog i damallsvenskt spel fram till åtminstone 2012.

## Karriär
Hösten 2008 kontrakterades Nina Fellbrant av damallsvenska KIF Örebro, efter att under året ha spelat i Falköping KIK i Division 1. Målet var att få en konkurrentskraftig andramålvakt bakom Kristin Hammarström, alternativt att hon skulle utkonkurrera den mer meriterade Hammarström. Fellbrant hade då dock redan spelat 17 stycken F19-landskamper för Sverige. Under året lånades hon ibland ut till Norrettan-laget BK 30, i syfte att få mer speltid.
Fellbrant, med meriter från svenska F19-landslaget, lånades under 2010 ut till nyuppflyttade Norrettan-laget Gustafs GoIF. Då hade hon under tiden dittills i KIF Örebro fått vänja sig i rollen som andramålvakt, bakom ovannämnda Hammarström. Genom ett samarbetsavtal kunde Fellbrant under året vid behov spela i båda klubbarna.
Under våren 2011 blev Fellbrant en framgångsrik del av KIF Örebros damallsvenska lag. I slutet av juli 2011 skadade hon sig dock allvarligt, när hon slet av ett korsband, och tvangs till skadevila resten av säsongen. Därefter skrev hon dock nytt kontrakt med klubben inför 2012.
Våren 2012 värvades dock Fellbrant av IK Sirius i Uppsala. 2013 omnämndes att Fellbrant slutar med sin elitsatning inom fotbollen.